# Doctrina Nixon

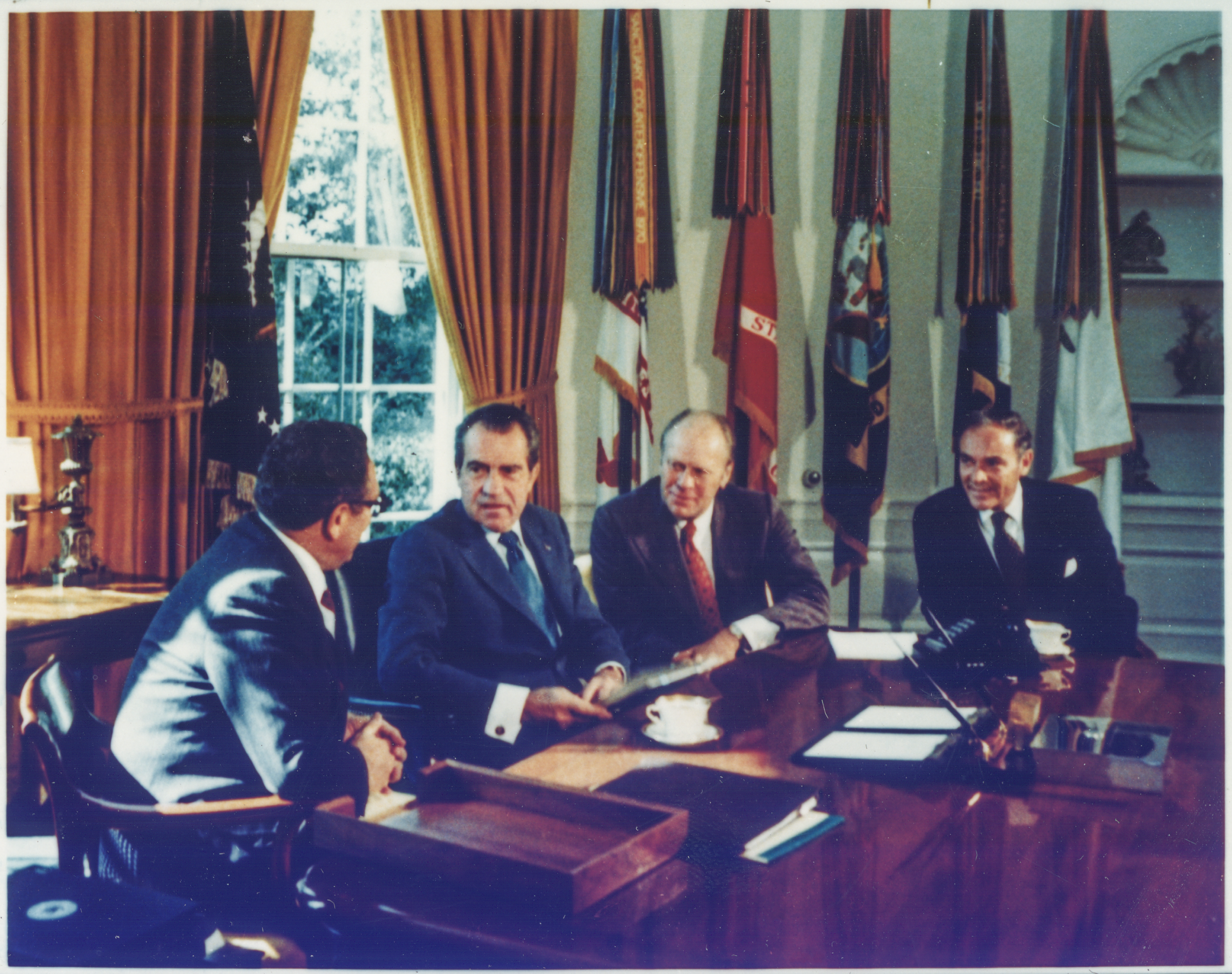
Nixon en una reunión con (de izquierda a derecha) Henry Kissinger, Gerald Ford y Alexander Haig en el Despacho Oval

La Doctrina Nixon (también conocida como la Doctrina Guam) fue propuesta en una conferencia de prensa en Guam el 25 de julio de 1969 por Richard Nixon. Nixon declaró que Estados Unidos esperaba de ese momento en adelante que sus aliados se hicieran cargo de su propia defensa militar. La Doctrina era argumentada en base de la búsqueda de la paz a través de una asociación con aliados americanos. 
Estas fueron las palabras de Nixon (Mensaje a la Nación sobre la Guerra de Vietnam el 3 de noviembre de 1969):

- Primero, Estados Unidos mantendrá todos sus compromisos convenidos.
- Segundo, proveeremos de protección si una potencia nuclear amenaza la libertad de una nación aliada o de una nación cuya supervivencia consideremos vital para nuestra seguridad.
- Tercero, en casos que impliquen otros tipos de agresión, proporcionaremos asistencia militar y económica cuando se requiera de acuerdo a nuestros compromisos adquiridos. Consideraremos a la nación directamente amenazada como responsable primaria de proveer los recursos humanos para su propia defensa.

La doctrina también fue aplicada por la administración Nixon en la región del Golfo Pérsico, con ayuda militar para Irán y Arabia Saudí, para que estos aliados americanos tomaran a su cargo la responsabilidad de asegurar la paz y la estabilidad en esa región. De acuerdo a Michael Klare, autor de Sangre y Petróleo: Los Peligros y Consecuencias de la Creciente Dependencia Petrolera de Estados Unidos (Nueva York: Henry Holt, 2004), la aplicación de la Doctrina Nixon "abrió las compuertas" de la ayuda de los militares de Estados Unidos en el Golfo Pérsico, y ayudó para poner en escena la Doctrina Carter y la implicación directa subsecuente de la milicia americana en la Guerra del Golfo y la Guerra de Irak.

## Otras lecturas
- J. Kimball (2006). «The Nixon Doctrine: A Saga of Misunderstanding». Presidential Studies Quarterly 36 (1): 59-74. doi:10.1111/j.1741-5705.2006.00287.x.

- Datos: Q494938